# François Reczulski
François Reczulski est un réalisateur et scénariste français né le 19 septembre 1971, notamment connu pour avoir écrit et réalisé des séries événements tels que Oggy et les Cafards, Canards extrêmes, Ratz, Moot-Moot, Platane ou encore Pétronix - Les défenseurs des animaux. 